# Acronema yadongense
Acronema yadongense là một loài thực vật có hoa trong họ Hoa tán. Loài này được S.L.Liou mô tả khoa học đầu tiên năm 1990.